# Вольф, Карл Конрад Альберт
Карл Конрад Альберт Вольф (нем. Carl Conrad Albert Wolff; 14 ноября 1814[…], Нойштрелиц, Мекленбург — Передняя Померания — 20 июня 1892[…], Берлин) — немецкий скульптор.

## Биография
С 1831 года работал в мастерской Христиана Даниэля Рауха.
В 1844 году был направлен в Каррару отбирать мрамор для отделки террасы дворца Сан-Суси. После двухлетнего пребывания в Италии вернулся в Берлин, ассистировал Рауху в работе над гробницей Фридриха Вильгельма III, но также и работал самостоятельно.
С 1866 года занимал должность профессора в Берлинской академии изящных искусств; где среди его учеников был, в частности Эрдман Энке и Вильгельм Вандшнайдер
Автор памятника «Львоборец» в Берлине.
Отец скульптора Мартина Вольфа.
В числе его учеников Карл Людвиг Манцель.